# جويل دوغلاس
جويل دوغلاس (بالإنجليزية: Joel Douglas)‏ هو منتج أفلام أمريكي، ولد في 23 يناير 1947 في لوس أنجلوس في الولايات المتحدة.

## وصلات خارجية
- جويل دوغلاس على موقع IMDb (الإنجليزية)
- جويل دوغلاس على موقع قاعدة بيانات الفيلم (الإنجليزية)